# La Guadalupe, Jalisco
La Guadalupe är en ort i Mexiko.   Den ligger i kommunen San Gabriel och delstaten Jalisco, i den södra delen av landet, 500 km väster om huvudstaden Mexico City. La Guadalupe ligger 1 237 meter över havet och antalet invånare är 315.
Terrängen runt La Guadalupe är kuperad söderut, men norrut är den bergig. Runt La Guadalupe är det ganska glesbefolkat, med 23 invånare per kvadratkilometer. Närmaste större samhälle är Las Primaveras Invernadero, 7,1 km sydväst om La Guadalupe. Trakten runt La Guadalupe består till största delen av jordbruksmark.